# George Keppel, VI conte di Albemarle
George Keppel, VI conte di Albemarle (Marylebone, 13 giugno 1799 – Marylebone, 21 febbraio 1891), è stato un nobile, ufficiale e politico inglese.

## Biografia
Era il figlio di William Keppel, IV conte di Albemarle, e della sua prima moglie, Susan Trotter, figlia di Edward Southwell, XX barone di Clifford. Studiò alla Westminster School.
Combatté nel 14º Reggimento di fanteria nella battaglia di Waterloo, fu poi trasferito come tenente al 20º Reggimento di fanteria nel 1820 e come capitano al 62º Reggimento di fanteria nel 1825. Nel 1841 divenne tenente colonnello, e fu poi promosso a colonnello nel 1854 e a maggior generale nel 1858. Nel 1866 venne nominato luogotenente generale e, infine, generale nel 1874.
Rappresentò East Norfolk nella Camera dei Comuni tra il 1832 e il 1835, poi King Lynn nel 1837 e Lymington nel 1841.
Dal 1820 fu scudiero del principe Augusto Federico, duca di Sussex. Nel 1838, fu nominato High Sheriff di Leitrim, per poi servire come segretario privato del Primo Ministro Lord John Russell (1846-1847). Era vice tenente di Norfolk (1859) e fu membro della Geological Society (FGS) così come della Society of Antiquaries of London (FSA).
Morì il 21 febbraio 1891, all'età di 91 anni, a Portman Square, Londra, e fu sepolto a Quidenham.

## Matrimonio e discendenza
Sposò, il 4 agosto 1831, Susan Trotter (1806-3 agosto 1885), figlia di Sir Coutts Trotter, I Baronetto ed Margaret Gordon. Ebbero cinque figli:
- William Keppel, VII conte di Albemarle (15 aprile 1832-28 agosto 1894);
- Lady Margaret Anne Keppel (28 ottobre 1833-19 dicembre 1833);
- Lady Anne Keppel (28 ottobre 1833-18 giugno 1846);
- Lady Louisa Keppel (1836-12 marzo 1930), sposò Frederick Charteris, ebbero tre figli;
- Lady Augusta Keppel (26 aprile 1838-31 gennaio 1902), sposò Ernest Noel, non ebbero figli.

## Ascendenza
|                                         |                  |                           | Genitori                           |  |  | Nonni |  |  | Bisnonni                                 |  |  | Trisnonni                                     |  |
|                                         |                  |                           |                                    |  |  |       |  |  | Willem van Keppel, II conte di Albemarle |  |  | Arnold Joost van Keppel, I conte di Albemarle |  |
|                                         |                  |                           |                                    |  |  |       |  |  | Willem van Keppel, II conte di Albemarle |  |  | Arnold Joost van Keppel, I conte di Albemarle |  |
|                                         |                  | Geertruida van der Duyn   |                                    |  |  |       |  |  | Willem van Keppel, II conte di Albemarle |  |  |                                               |  |
| George Keppel, III conte di Albemarle   |                  |                           |                                    |  |  |       |  |  | Willem van Keppel, II conte di Albemarle |  |  |                                               |  |
|                                         |                  | Anne Lennox               | Charles Lennox, I duca di Richmond |  |  |       |  |  |                                          |  |  |                                               |  |
|                                         |                  | Anne Lennox               | Charles Lennox, I duca di Richmond |  |  |       |  |  |                                          |  |  |                                               |  |
|                                         |                  | Anne Lennox               | Anne Brudenell                     |  |  |       |  |  |                                          |  |  |                                               |  |
| William Keppel, IV conte di Albemarle   |                  | Anne Lennox               |                                    |  |  |       |  |  |                                          |  |  |                                               |  |
|                                         |                  | John Miller, IV baronetto | Thomas Miller, III baronetto       |  |  |       |  |  |                                          |  |  |                                               |  |
|                                         |                  | John Miller, IV baronetto | Thomas Miller, III baronetto       |  |  |       |  |  |                                          |  |  |                                               |  |
|                                         |                  | John Miller, IV baronetto | Jane Gother                        |  |  |       |  |  |                                          |  |  |                                               |  |
| Anne Miller                             |                  | John Miller, IV baronetto |                                    |  |  |       |  |  |                                          |  |  |                                               |  |
|                                         |                  | Susan Combe               | Matthew Combe                      |  |  |       |  |  |                                          |  |  |                                               |  |
|                                         |                  | Susan Combe               | Matthew Combe                      |  |  |       |  |  |                                          |  |  |                                               |  |
|                                         |                  | Susan Combe               | Susannah Oglander                  |  |  |       |  |  |                                          |  |  |                                               |  |
| George Keppel, VI conte di Albemarle    |                  | Susan Combe               |                                    |  |  |       |  |  |                                          |  |  |                                               |  |
|                                         | Edward Southwell | Edward Southwell          |                                    |  |  |       |  |  |                                          |  |  |                                               |  |
|                                         | Edward Southwell | Edward Southwell          |                                    |  |  |       |  |  |                                          |  |  |                                               |  |
|                                         | Edward Southwell | Elizabeth Cromwell        |                                    |  |  |       |  |  |                                          |  |  |                                               |  |
| Edward Southwell, XX barone di Clifford | Edward Southwell |                           |                                    |  |  |       |  |  |                                          |  |  |                                               |  |
|                                         |                  | Katherine Watson          | Edward Watson, visconte Sondes     |  |  |       |  |  |                                          |  |  |                                               |  |
|                                         |                  | Katherine Watson          | Edward Watson, visconte Sondes     |  |  |       |  |  |                                          |  |  |                                               |  |
|                                         |                  | Katherine Watson          | Katherine Tufton                   |  |  |       |  |  |                                          |  |  |                                               |  |
| Elizabeth Southwell                     |                  | Katherine Watson          |                                    |  |  |       |  |  |                                          |  |  |                                               |  |
|                                         |                  | Samuel Campbell           | Josias Campbell                    |  |  |       |  |  |                                          |  |  |                                               |  |
|                                         |                  | Samuel Campbell           | Josias Campbell                    |  |  |       |  |  |                                          |  |  |                                               |  |
|                                         |                  | Samuel Campbell           | Letitia Martin                     |  |  |       |  |  |                                          |  |  |                                               |  |
| Sophia Campbell                         |                  | Samuel Campbell           |                                    |  |  |       |  |  |                                          |  |  |                                               |  |
|                                         |                  | Mary Upton                | John Upton                         |  |  |       |  |  |                                          |  |  |                                               |  |
|                                         |                  | Mary Upton                | John Upton                         |  |  |       |  |  |                                          |  |  |                                               |  |
|                                         |                  | Mary Upton                | Mary Upton                         |  |  |       |  |  |                                          |  |  |                                               |  |
|                                         |                  | Mary Upton                |                                    |  |  |       |  |  |                                          |  |  |                                               |  |